# Olga Tokarczuk
Olga Nawoja Tokarczuk (ur. 29 stycznia 1962 w Sulechowie) – polska pisarka, eseistka, poetka i autorka scenariuszy, psycholożka, laureatka Nagrody Nobla w dziedzinie literatury za rok 2018, laureatka The Man Booker International Prize 2018 za powieść Bieguni oraz dwukrotna laureatka Nagrody Literackiej „Nike” za powieści: Bieguni (2008) i Księgi Jakubowe (2015).

## Życiorys

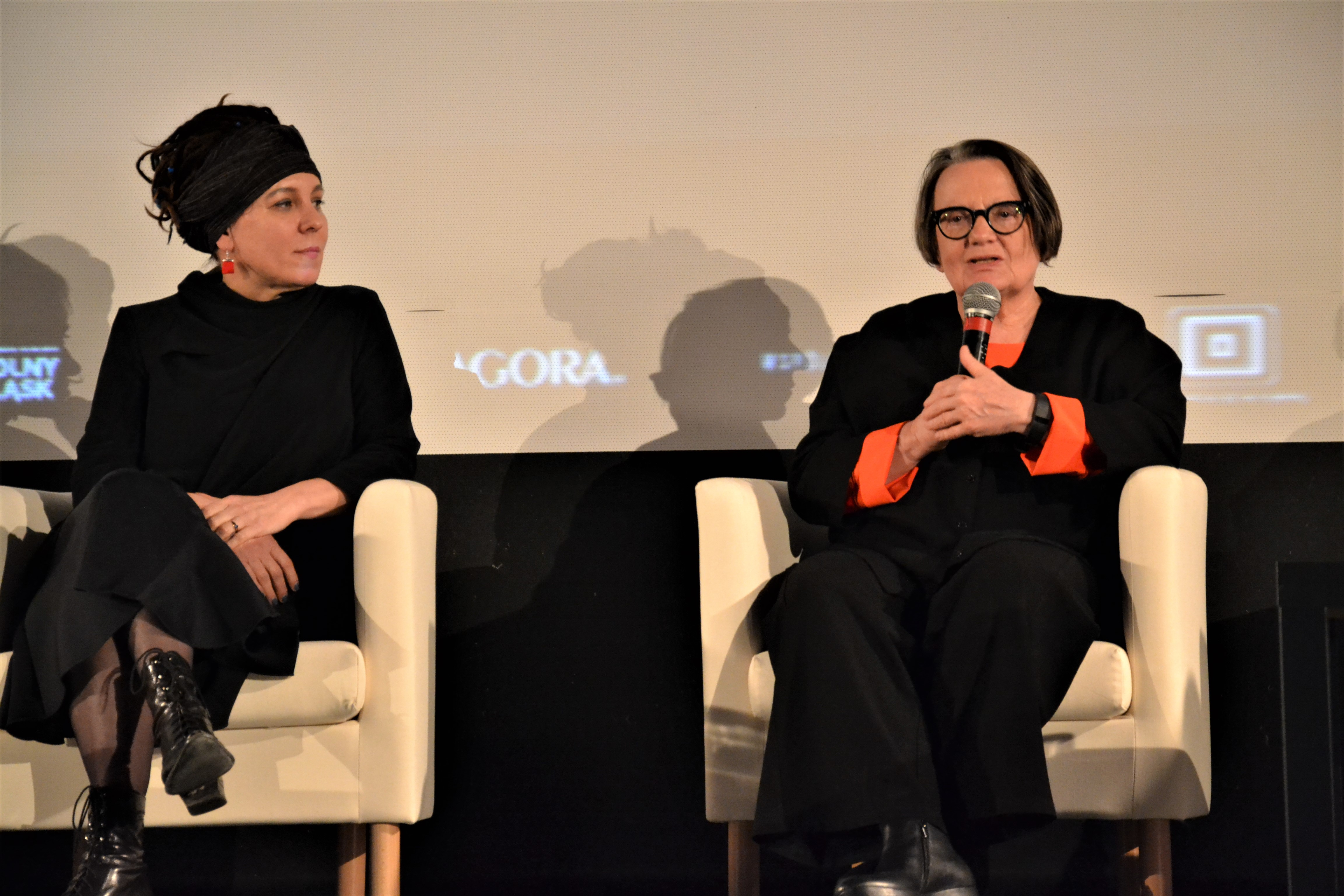
Olga Tokarczuk i Agnieszka Holland w MOK w Nowej Rudzie (2017)

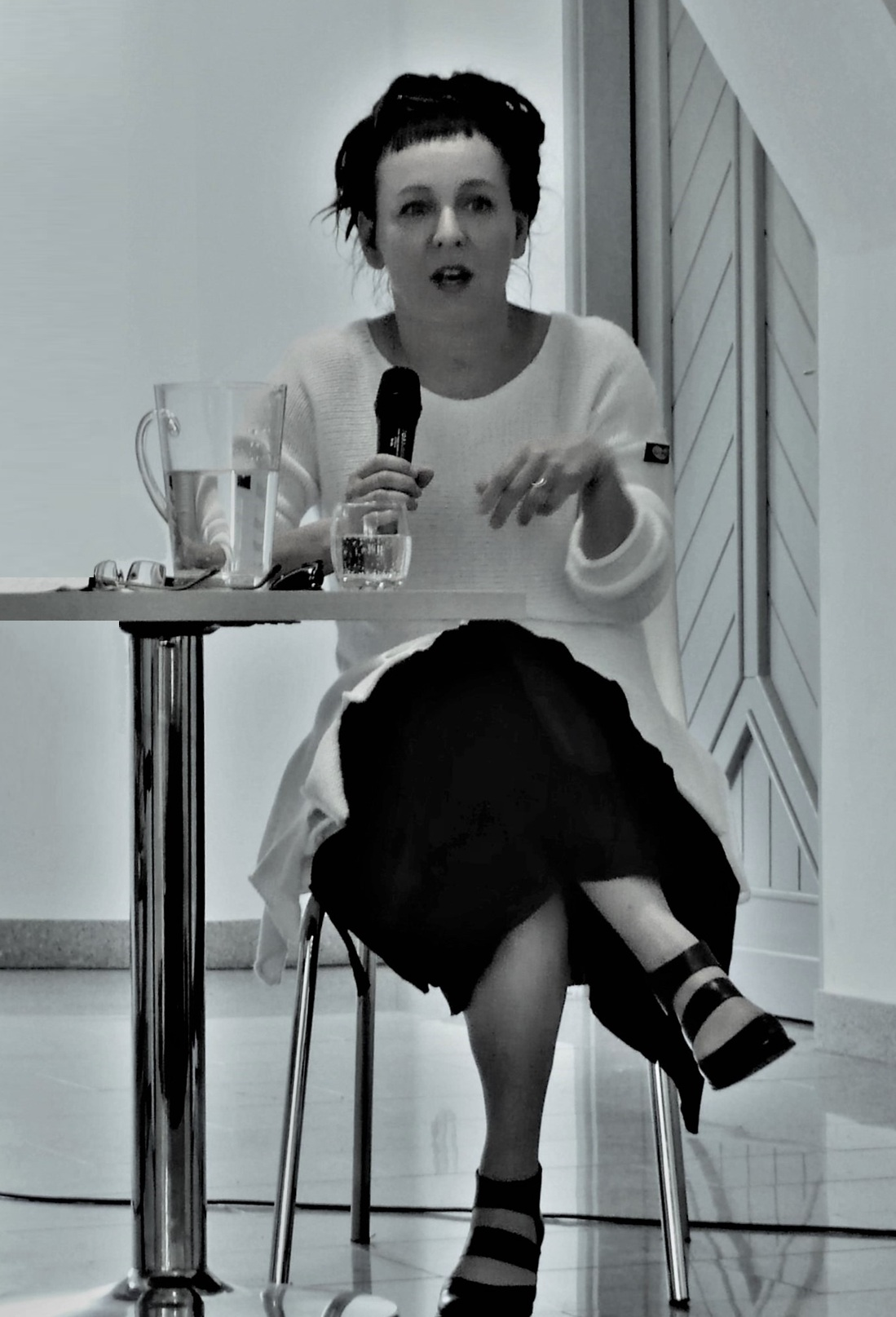
Olga Tokarczuk podczas III Festiwalu Góry Literatury (2017)

Córka nauczycieli – Wandy i Józefa Tokarczuków. Ma siostrę Tatianę. Urodziła się w Sulechowie, a wychowała w Klenicy, skąd przeniosła się z rodzicami do Kietrza. Tam ukończyła Liceum Ogólnokształcące im. Cypriana Kamila Norwida. Jest absolwentką Wydziału Psychologii Uniwersytetu Warszawskiego. W czasie studiów, jako wolontariuszka opiekowała się osobami z problemami psychicznymi. Zainteresowała się również pracami Carla Junga, co wywarło wpływ na jej twórczość. Po studiach pracowała jako psycholożka w poradni zdrowia psychicznego w Wałbrzychu.
Z pierwszego małżeństwa, zawartego w 1985, z wydawcą Romanem Fingasem ma syna, Zbyszka (ur. 1986). Jej obecnym mężem jest Grzegorz Zygadło. Jest wegetarianką. Mieszka we Wrocławiu i posiada dom w Krajanowie.

## Twórczość
Zadebiutowała w 1979 na łamach pisma „Na przełaj”, gdzie pod pseudonimem „Natasza Borodin” opublikowała pierwsze opowiadania. Jako powieściopisarka zadebiutowała w 1993 wydaną wówczas Podróżą ludzi Księgi. Książka uzyskała nagrodę Polskiego Towarzystwa Wydawców Książek. Publikowała m.in. w „Mandragorze”. W latach 1997–2000 była stałą współpracowniczką czasopisma „Charaktery”, pisząc dlań eseje.
W 1995 ukazała się jej druga powieść, E.E. Książka opowiada o dojrzewaniu dziewczynki, która nagle uzyskuje zdolności parapsychiczne. Dużym sukcesem Tokarczuk okazała się wydana w 1996 powieść Prawiek i inne czasy. Rok 1997 przyniósł zbiór opowiadań zatytułowany Szafa, a w 1998 pisarka opublikowała powieść pt. Dom dzienny, dom nocny. W 2004 ukazały się Ostatnie historie. Książka ta składa się z trzech oddzielnych opowieści o babce, matce i wnuczce, ukazanych w niezależnych od siebie czasie i przestrzeni.
Jest twórczynią opowiadania Bardo. Szopka, zawierającego opis ruchomej szopki z klasztoru redemptorystów w Bardzie.
W 2006 roku ukazała się jej powieść Anna In w grobowcach świata. Stanowi ona część serii Mity wydawnictwa Canongate, które zaprosiło pisarzy do stworzenia własnej reinterpretacji wybranego elementu z dawnych mitologii.
W pierwszej połowie października 2007 ukazała się jej powieść Bieguni. Pracowała nad nią trzy lata. Wspomina, że większość notatek robiła w czasie podróży. „Ale nie jest to książka o podróży. Nie ma w niej opisów zabytków i miejsc. Nie jest to dziennik podróży ani reportaż. Chciałam raczej przyjrzeć się temu, co to znaczy podróżować, poruszać się, przemieszczać. Jaki to ma sens? Co nam to daje? Co to znaczy” – napisała we wstępie. Jak mówi, „pisanie powieści jest dla mnie przeniesionym w dojrzałość opowiadaniem sobie samemu bajek. Tak jak to robią dzieci, zanim zasną. Posługują się przy tym językiem z pogranicza snu i jawy, opisują i zmyślają”.
W rankingu tygodnika Wprost, obejmującym najlepiej zarabiających pisarzy w Polsce w 2019, zajęła 3. miejsce. Do sierpnia 2020 była członkinią Stowarzyszenia Pisarzy Polskich, następnie przystąpiła do stowarzyszenia Unia Literacka.
W latach 2019–2021 asystentką Olgi Tokarczuk była ukraińska poetka Iryna Wikyrczak, następnie asystentką została tłumaczka i dziennikarka Jana Karpienko.
W 2019 roku brytyjski dziennik The Guardian umieścił powieść Prowadź swój pług przez kości umarłych na liście 100 najlepszych książek XXI wieku na miejscu 75. W 2023 roku niemiecki tygodnik Die Zeit opublikował listę 100 najlepszych książek literatury światowej, znalazła się na niej książka Bieguni. W 2024 roku amerykański dziennikThe New York Times umieścił powieść Empuzjon na liście 100 najlepszych książek roku, a amerykański tygodnik Time umieścił Prowadź swój pług... na miejscu 73 na liście 100 najlepszych thrillerów opublikowanych po 1800 roku. W 2025 roku niemiecki tygodnik Der Spiegel opublikował listę 100 najlepszych książek z lat 1925-2025, znalazły się na niej Księgi Jakubowe. Der Spiegel wyróżnił jeszcze Sklepy cynamonowe Brunona Shulza, w pozostałych przypadkach książki Olgi Tokarczuk były jedynymi wyróżnionymi pozycjami z Polski.

## Działalność

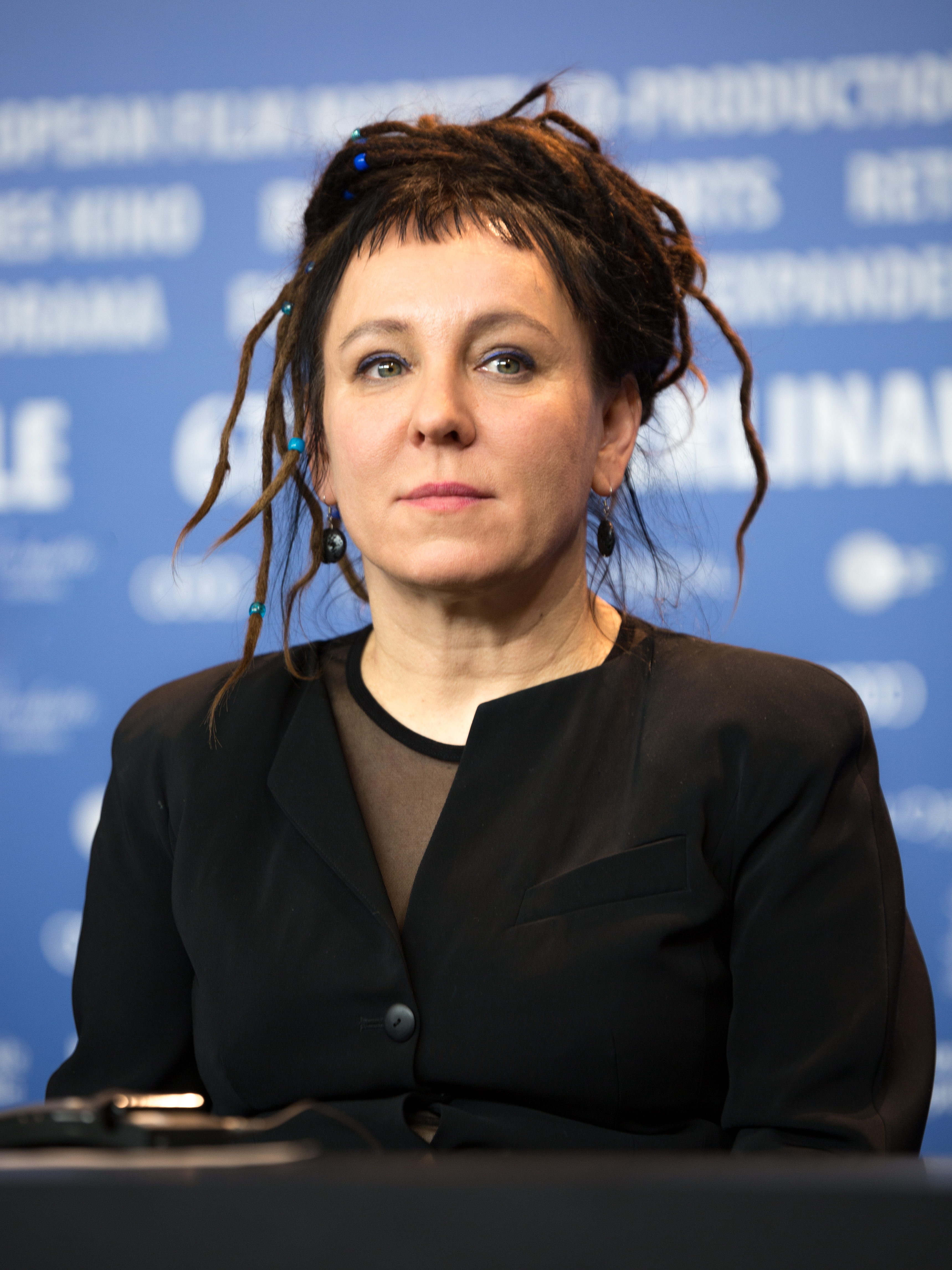
O. Tokarczuk podczas prezentacji filmu Pokot na festiwalu w Berlinie (2017)

Była współorganizatorką Festiwalu Opowiadania, podczas którego autorzy krótkich form literackich z Polski i zagranicy prezentują swoje utwory. Prowadziła warsztaty prozatorskie w Studium Literacko-Artystycznym na Uniwersytecie Jagiellońskim w Krakowie. W 2008 prowadziła zajęcia z twórczego pisarstwa na Uniwersytecie Opolskim. Była członkinią partii Zieloni 2004 i redakcji „Krytyki Politycznej”. Jest aktywnie zaangażowana w sprawy uchodźców i praw mniejszości. Zajmuje się działalnością w ramach stowarzyszeń oraz organizacji pozarządowych działających na rzecz praw człowieka i zwierząt.
Od 2015 organizuje w Nowej Rudzie i okolicach Festiwal Góry Literatury przy współudziale Karola Maliszewskiego, Stowarzyszenia Kulturalnego „Góry Babel” oraz miasta i gminy Nowa Ruda. W programie festiwalu znajdują się: akcje edukacyjne, debaty, koncerty, panele, pokazy, spotkania, Noworudzkie Spotkania z Poezją, warsztaty (filmowe, kulinarne i literackie) oraz wystawy.
2 grudnia 2019 we Wrocławiu zapowiedziała powołanie fundacji, z siedzibą w willi Tymoteusza Karpowicza przy ul. Krzyckiej 29, która za swoje cele obierze m.in. wspieranie i promocję polskiej kultury, w tym pisarzy i tłumaczy; działanie na rzecz praw człowieka, w tym przeciwdziałanie dyskryminacji i ograniczaniu swobód obywatelskich oraz ochronę środowiska, w tym walkę o prawa zwierząt. Pisarka na fundusz założycielski przekaże 350 tys. zł z nagrody Nobla. Fundacja ma być przestrzenią dla międzynarodowej rozmowy o możliwościach literatury w diagnozowaniu świata, w opisywaniu rzeczywistości, w której niebezpiecznie szybko narastają nastroje ksenofobiczne i nacjonalistyczne. Do jej rady powołani zostali Agnieszka Holland i Irek Grin, szef Wrocławskiego Domu Literatury.
W 2022 została ambasadorką Wrocławskiego Roku Dobrych Relacji, które odbyły się pod hasłem: „Wrocław miastem wolnym od samotności”. W ten sposób zwrócono uwagę na narastający problem samotności wśród społeczeństwa. W gronie zaproszonych do tej akcji znaleźli się także: Anna Wyszkoni, Sara James, Sonia Bohosiewicz, Robert Makłowicz i Andrzej Piaseczny.

## Poglądy, odbiór
Jest feministką. Wspiera działania na rzecz ochrony środowiska, praw zwierząt, równouprawnienia i społeczeństwa obywatelskiego. Jest członkinią Rady Fundacji im. Stefana Batorego. Regularnie uczestniczy w paradach równości. Deklaruje, że nie należy do Kościoła katolickiego. W przemowie noblowskiej wspomniała Wikipedię, którą podziwia i wspiera, a którą porównała z koncepcją pansofii Jana Amosa Komenskiego, czyli omniscjencji – wiedzy pełnej.
Jej działalność, poglądy oraz twórczość były kilkunastokrotnie obiektami krytyki ze strony niektórych mediów prawicowych i konserwatywnych, a także działaczy Prawa i Sprawiedliwości oraz tzw. Reduty Dobrego Imienia.
W 2022 roku na festiwalu Góry Literatury podczas rozmowy z Jerzym Sosnowskim Tokarczuk wypowiedziała kontrowersyjne słowa: „Cała literatura, jakakolwiek, gatunkowa nie-gatunkowa, literatura nie jest dla idiotów. Ja nie, nie... Nigdy nie oczekiwałam, że wszyscy mają czytać i że moje książki mają iść pod strzechy. Wcale nie chcę, żeby szły pod strzechy. Literatura nie jest dla idiotów”. Jej wypowiedź wraz z dłuższym fragmentem rozmowy odbiły się szerokim echem w polskiej przestrzeni internetowej i wielu użytkowników portali społecznościowych, a także twórców internetowych czy krytyków oraz felietonistów broniło lub atakowało Tokarczuk. Zarzucano jej przede wszystkim klasizm, elitaryzm oraz działalność na szkodę promowania literatury.

## Publikacje

### Powieści
| Tytuł                                  | Wydawnictwo            | Rok publikacji   |
| -------------------------------------- | ---------------------- | ---------------- |
| Podróż ludzi księgi                    | Przedświt              | 1993             |
| Podróż ludzi księgi                    | W.A.B.                 | 1996, 1998       |
| Podróż ludzi księgi                    | Wydawnictwo Literackie | 2019             |
| E.E.                                   | Instytut Wydawniczy    | 1995             |
| E.E.                                   | Ruta                   | 1999             |
| E.E.                                   | Wydawnictwo Literackie | 2005, 2015, 2020 |
| Prawiek i inne czasy                   | W.A.B.                 | 1996, 1998       |
| Prawiek i inne czasy                   | Świat Książki          | 1997             |
| Prawiek i inne czasy                   | Ruta                   | 2000             |
| Prawiek i inne czasy                   | Polityka               | 2005             |
| Prawiek i inne czasy                   | Wydawnictwo Literackie | 2007, 2015, 2020 |
| Dom dzienny, dom nocny                 | Ruta                   | 1998             |
| Dom dzienny, dom nocny                 | Wydawnictwo Literackie | 2015, 2020       |
| Anna In w grobowcach świata            | Znak                   | 2006             |
| Anna In w grobowcach świata            | Wydawnictwo Literackie | 2015, 2020       |
| Bieguni                                | Wydawnictwo Literackie | 2007, 2015, 2019 |
| Prowadź swój pług przez kości umarłych | Wydawnictwo Literackie | 2009, 2017, 2022 |
| Księgi Jakubowe                        | Wydawnictwo Literackie | 2014, 2021, 2024 |
| Empuzjon                               | Wydawnictwo Literackie | 2022             |

### Zbiory opowiadań
| Tytuł                               | Wydawnictwo            | Rok publikacji   | Zawartość |
| ----------------------------------- | ---------------------- | ---------------- | --- |
| Szafa                               | Ruta                   | 1997             | - Szafa - Numery - Deus Ex |
| Szafa                               | Wydawnictwo Literackie | 2016, 2020       | - Szafa - Numery - Deus Ex |
| Opowieści wigilijne                 | Ruta                   | 2000             | - Pastorałka Don Juana – Jerzy Pilch - Opowieść wigilijna – Andrzej Stasiuk - Profesor Andrews w Warszawie – Olga Tokarczuk |
| Gra na wielu bębenkach              | Ruta                   | 2001             | - Otwórz oczy, już nie żyjesz - Szkocki miesiąc - Podmiot - Wyspa - Bardo. Szopka - Najbrzydsza Kobieta Świata - Wieczór autorski - Zdobycie Jerozolimy. Raten 1675 - Che Guevara - Skoczek - Profesor Andrews w Warszawie - Ariadna na Naksos - Glicynia - Tancerka - Wróżenie z fasoli - Żurek - Życzenie Sabiny - Próba generalna - Gra na wielu bębenkach |
| Gra na wielu bębenkach              | Wydawnictwo Literackie | 2015, 2020       | - Otwórz oczy, już nie żyjesz - Szkocki miesiąc - Podmiot - Wyspa - Bardo. Szopka - Najbrzydsza Kobieta Świata - Wieczór autorski - Zdobycie Jerozolimy. Raten 1675 - Che Guevara - Skoczek - Profesor Andrews w Warszawie - Ariadna na Naksos - Glicynia - Tancerka - Wróżenie z fasoli - Żurek - Życzenie Sabiny - Próba generalna - Gra na wielu bębenkach |
| Ostatnie historie                   | Wydawnictwo Literackie | 2004, 2015, 2020 | - Czysty kraj - Parka - Sztukmistrz |
| Opowiadania bizarne                 | Wydawnictwo Literackie | 2018             | - Pasażer - Zielone dzieci - Przetwory - Szwy - Wizyta - Prawdziwa historia - Serce - Transfugium - Góra Wszystkich Świętych - Kalendarz ludzkich świąt |
| Profesor Andrews w Warszawie. Wyspa | Wydawnictwo Literackie | 2018             | - Profesor Andrews w Warszawie - Wyspa |

### Opowiadania
| Tytuł                                                                                           | Miejsce publikacji                                                  | Rok publikacji |
| ----------------------------------------------------------------------------------------------- | ------------------------------------------------------------------- | -------------- |
| Grzech, o którym śnili prawosławni                                                              | Ex Libris 83                                                        | 1995           |
| Grzech, o którym śnili prawosławni                                                              | Nowy Nurt 13                                                        | 1995           |
| Obcy                                                                                            | Arkusz 1/1995                                                       | 1995           |
| Obcy                                                                                            | Stronica Śnieżnicka 1/2000                                          | 2000           |
| Nasz dom na końcu i w środku świata                                                             | Odra 3/1995                                                         | 1995           |
| Wielka podróż z Wałbrzycha do Warszawy w ważnych interesach (Opowiadanie znalezione w Skrzynce) | Fraza 9/1995                                                        | 1995           |
| Von Magnus                                                                                      | Fraza 27-28/2000                                                    | 2000           |
| Palec Stalina                                                                                   | Kafka 3/2001                                                        | 2001           |
| Najbrzydsza Kobieta Świata                                                                      | Studium 4/2001                                                      | 2001           |
| Przejście                                                                                       | Pogranicza 5/2001                                                   | 2001           |
| Fryzjer                                                                                         | Arkusz 6/2002                                                       | 2002           |
| Loteria                                                                                         | Wysokie Obcasy 23                                                   | 2002           |
| Warszawa. Silnik diesla                                                                         | Pomosty 8/2003                                                      | 2003           |
| Rubież                                                                                          | antologia PL +50. Historie przyszłości, Wydawnictwo Literackie      | 2004           |
| Rubież                                                                                          | antologia NieObcy, Agora                                            | 2015           |
| Głosy, śmiechy, rozmowy                                                                         | Lampa 3/2004                                                        | 2004           |
| Głosy, śmiechy, rozmowy                                                                         | antologia Spotkania z Jungiem, Eneteia                              | 2007           |
| Notatki o Franku                                                                                | Twórczość 7/2006                                                    | 2006           |
| Psy kochane stają się bardzo „ludzkie”                                                          | antologia O psach, kotach i aniołach, Wydawnictwo Literackie        | 2006           |
| Droga chlebowa                                                                                  | Tygodnik Powszechny 51-52/2007                                      | 2007           |
| Pomiędzy                                                                                        | katalog Zuzanna Janin. All that music, Galeria Miejska Arsenał      | 2009           |
| Człowiek, który nie lubił swojej pracy                                                          | antologia 1989. Dziesięć opowiadań o burzeniu murów, Hokus Pokus    | 2009           |
| Przetwory na życie (na niestrawność)                                                            | 2011. Antologia współczesnych polskich opowiadań, Wydawnictwo Forma | 2011           |
| Gość                                                                                            | strona kampanii Jeszcze żywy KARP, Klub Gaja                        | 2011           |
| Psiakrew                                                                                        | antologia Zapomniane słowa, Wydawnictwo Czarne                      | 2014           |

### Inne prace
| Tytuł                                  | Wydawnictwo/Miejsce publikacji  | Rok publikacji | Uwagi                                                 |
| -------------------------------------- | ------------------------------- | -------------- | ----------------------------------------------------- |
| Miasto w lustrach                      | Okolice 10/1998                 | 1989           | arkusz poetycki                                       |
| Lekcja pisania (praca zbiorowa)        | Wydawnictwo Czarne              | 1998           | esej                                                  |
| Skarb                                  | Dialog 4/2000                   | 2000           | scenariusz                                            |
| Lalka i perła                          | Wydawnictwo Literackie          | 2001           | esej                                                  |
| Moment niedźwiedzia                    | Wydawnictwo Krytyki Politycznej | 2012           | zbiór esejów                                          |
| Zgubiona dusza                         | Format                          | 2017           | książka słowno-obrazowa z ilustracjami Joanny Concejo |
| Wielogłos o Zagładzie (praca zbiorowa) | MOCAK                           | 2018           | odpowiedzi na 8 pytań dotyczących Holokaustu          |
| Nieswojość (praca zbiorowa)            | Wydawnictwo Warstwy             | 2019           | esej Bezimienny krajobraz                             |
| Czuły narrator                         | Wydawnictwo Literackie          | 2020           | zbiór esejów i wykładów, w tym mowa noblowska         |
| Erotica 2022                           | Netflix                         | 2020           | scenariusz do segmentu Znikanie pani B.               |
| Pan Wyrazisty                          | Format                          | 2023           | książka słowno-obrazowa z ilustracjami Joanny Concejo |
| ahat ilī. Siostra bogów                | słowo/obraz terytoria           | 2024           | libretto operowe z komentarzem Zbigniewa Mikołejko    |

### Wywiady i rozmowy
| Tytuł                                                 | Autor                                                 | Wydawnictwo                         | Rok publikacji | Uwagi |
| ----------------------------------------------------- | ----------------------------------------------------- | ----------------------------------- | -------------- | --- |
| Kontrapunkt: Rozmowy o książkach                      | Przemysław Czapliński Piotr Śliwiński                 | Obserwator                          | 1999           | zapis rozmowy Chciałabym pilnować środka |
| Historia literatury polskiej w rozmowach. XX-XXI wiek | Stanisław Bereś                                       | Wydawnictwo W.A.B.                  | 2002           | |
| Rozmowy na nowy wiek II                               | Katarzyna Janowska Piotr Mucharski                    | Wydawnictwo Znak                    | 2002           | |
| Próbka reprezentatywna                                | Katarzyna Janowska Piotr Mucharski                    | Świat Książki                       | 2008           | |
| Po co jest sztuka? Rozmowy z pisarzami cz. 1          | Tadeusz Nyczek                                        | MOCAK                               | 2012           | |
| Słowo i sens: Rozmowy Janiny Koźbiel                  | Janina Koźbiel                                        | Wydawnictwo JanKa                   | 2016           | |
| Pod podszewką. Prawdziwy wizerunek pisarza            | Sywia Stano-Strzałkowska Zofia Karaszewska            | Wydawnictwo Marginesy               | 2018           | |
| Rozmawiamy we wszystkich kierunkach                   | praca zbiorowa                                        | Klub Filmowy im. Jolanty Słobodzian | 2018           | zapis rozmowy Jedyny Żyd, który żył jak Pan (rozmawiali: Maja Garlińska i Mariusz Koryciński z Pawłem Maciejką, Adrianem Pankiem i Olgą Tokarczuk) |
| Rozmowy o przyszłości. W którą stronę zmierza świat?  | Katarzyna Janowska Grzegorz Jankowicz Michał Sowiński | Wydawnictwo Mando                   | 2020           | |
| Z niejednej półki. Wywiady                            | Michał Nogaś                                          | Agora                               | 2020           | |

## Tłumacze
Według Instytutu Książki do października 2019 ukazały się 193 tłumaczenia książek Olgi Tokarczuk. Następnych 12 pojawiło się pod koniec 2019 i w 2020, m.in. w Bułgarii, Egipcie, Izraelu, Korei Południowej, Serbii i na Ukrainie. 90 tłumaczy przełożyło jej książki na 37 języków, w tym na najczęściej używane na świecie, m.in.: angielski, arabski, chiński, hindi, hiszpański, japoński, niemiecki, perski, portugalski i rosyjski.

## Adaptacje
- Prawiek i inne czasy (1997) – Teatr Wierszalin w Supraślu, reżyseria i adaptacja Sebastian Majewski.
- Pomórnik. Kryminał ekologiczny (2010) – Teatr Polski w Poznaniu, adaptacja i reżyseria Emilia Sadowska[111]
- Ahat Ili. Siostra bogów (2018) – opera Aleksandra Nowaka na podstawie libretta Olgi Tokarczuk do jej własnej książki Anna In w grobowcach świata
- Ja, Nina Szubur (2018) – komiks Daniela Chmielewskiego na motywach książki Anna In w grobowcach świata[112]
- Bieguni (2021) – Teatr Powszechny w Warszawie, reżyseria Michał Zadara[113].
- Prawiek i inne czasy (2023) – Teatr im. Stefana Jaracza w Olsztynie, reżyseria Igor Gorzkowski

## Ekranizacje

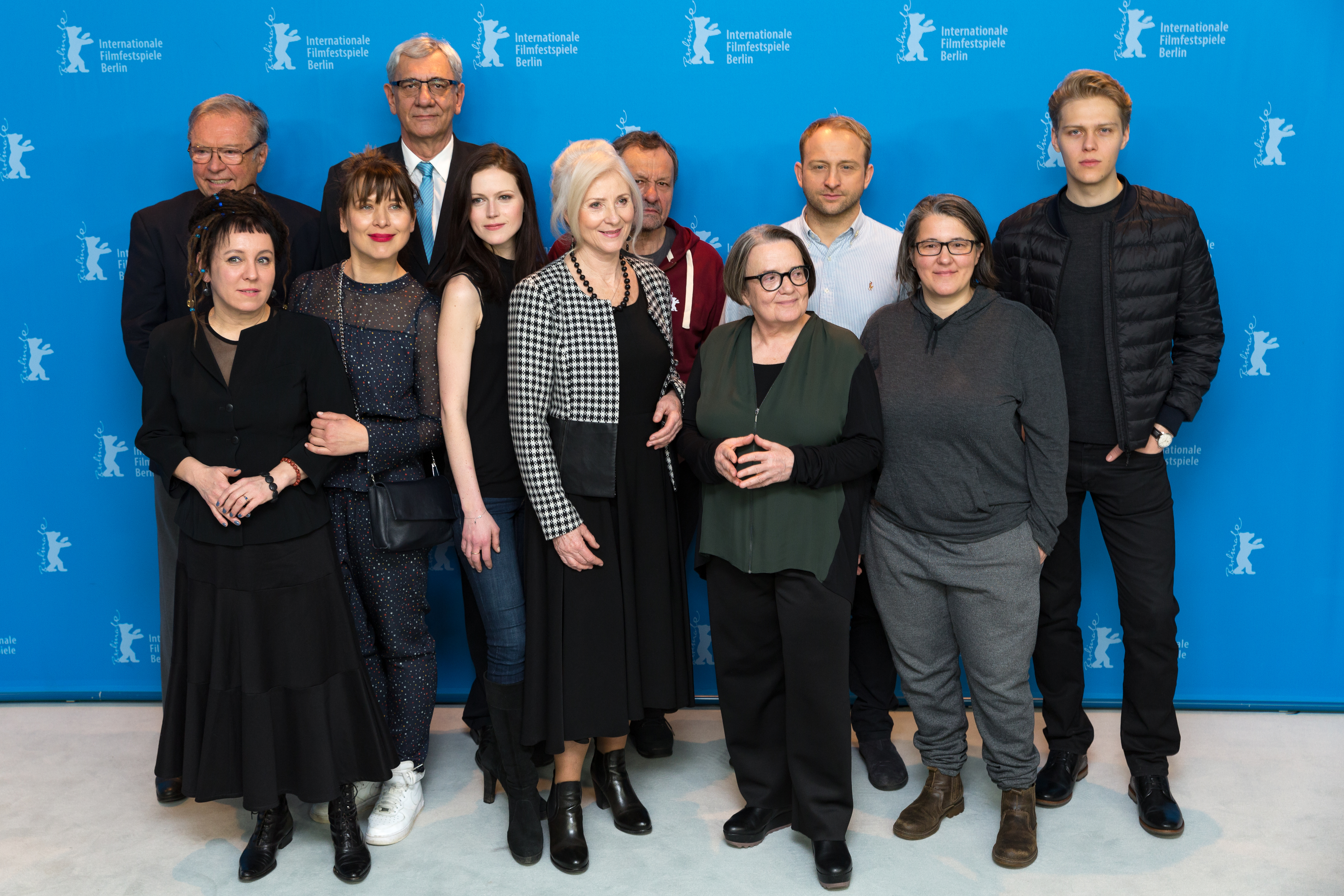
O. Tokarczuk z twórcami Pokotu, 67. Międzynarodowy Festiwal Filmowy, Berlin (2017)

- E.E. (1998, spektakl teatru telewizji na podstawie powieści pod tym samym tytułem; reż. Maria Zmarz-Koczanowicz, w roli Erny Eltzner wystąpiła Agata Buzek);
- Prawiek i inne czasy (1998, spektakl teatru telewizji na podstawie powieści pod tym samym tytułem; reż. Piotr Tomaszuk, w rolach głównych Joanna Kasperek i Jan Peszek);
- Numery (2000, spektakl teatru telewizji na podstawie opowiadania Numery z tomu Szafa; reż. Agnieszka Lipiec-Wróblewska, w roli Miss L. wystąpiła Ewa Dałkowska);
- Skarb (2000, spektakl teatru telewizji na motywach fragmentów powieści Dom dzienny, dom nocny; reż. Piotr Mularuk, w roli Krystyny Popłoch wystąpiła Maja Ostaszewska);
- Żurek (2003, film fabularny na podstawie opowiadania pod tym samym tytułem z tomu Gra na wielu bębenkach, reż. Ryszard Brylski);
- Miłości (2004, spektakl teatru telewizji na motywach opowiadań z tomu Gra na wielu bębenkach; reż. Filip Zylber);
- Aria Diva (2007, film fabularny krótkometrażowy na podstawie opowiadania Ariadna na Naksos z tomu Gra na wielu bębenkach, reż. Agnieszka Smoczyńska);
- Zniknięcie (2011, film fabularny krótkometrażowy na podstawie wątków powieści Bieguni, reż. Adam Uryniak);
- Glicynia (2016, krótkometrażowy), reż. Izabela Kiszczak
- Pokot (2017, film fabularny na podstawie powieści Prowadź swój pług przez kości umarłych, reż. Agnieszka Holland i Kasia Adamik).
- Noc w Mariandzie (Noc v Mariandu, 2019), reż. Matěj Chlupáček, Maja Hamplová, Martin Hradecký

## Audio
- Audiobook Prowadź swój pług przez kości umarłych (wersja angielska) zrealizowana dla Penguin Random House jako „Drive Your Plow Over the Bones of the Dead” – czyta Polka - Beata Poźniak, która zdobyła the 2019 Earphones Award za najlepszą interpretację audiobookową książki w Ameryce. [114][115][116]

## Odznaczenia
- Złoty Medal „Zasłużony Kulturze Gloria Artis” – 2024[117]
- Srebrny Medal „Zasłużony Kulturze Gloria Artis” – 2010[117][118]
- Odznaka Honorowa za Zasługi dla Ochrony Środowiska i Klimatu – 2025[119]
- Medal Senatu Rzeczypospolitej Polskiej – 2019[120]
- Odznaka Honorowa Złota „Zasłużony dla Województwa Dolnośląskiego” – 2018[121]
- Złota Odznaka Honorowa Wrocławia – 2018[122]
- Odznaka Honorowa Powiatu Kłodzkiego – 2019[123]

## Nagrody i tytuły honorowe

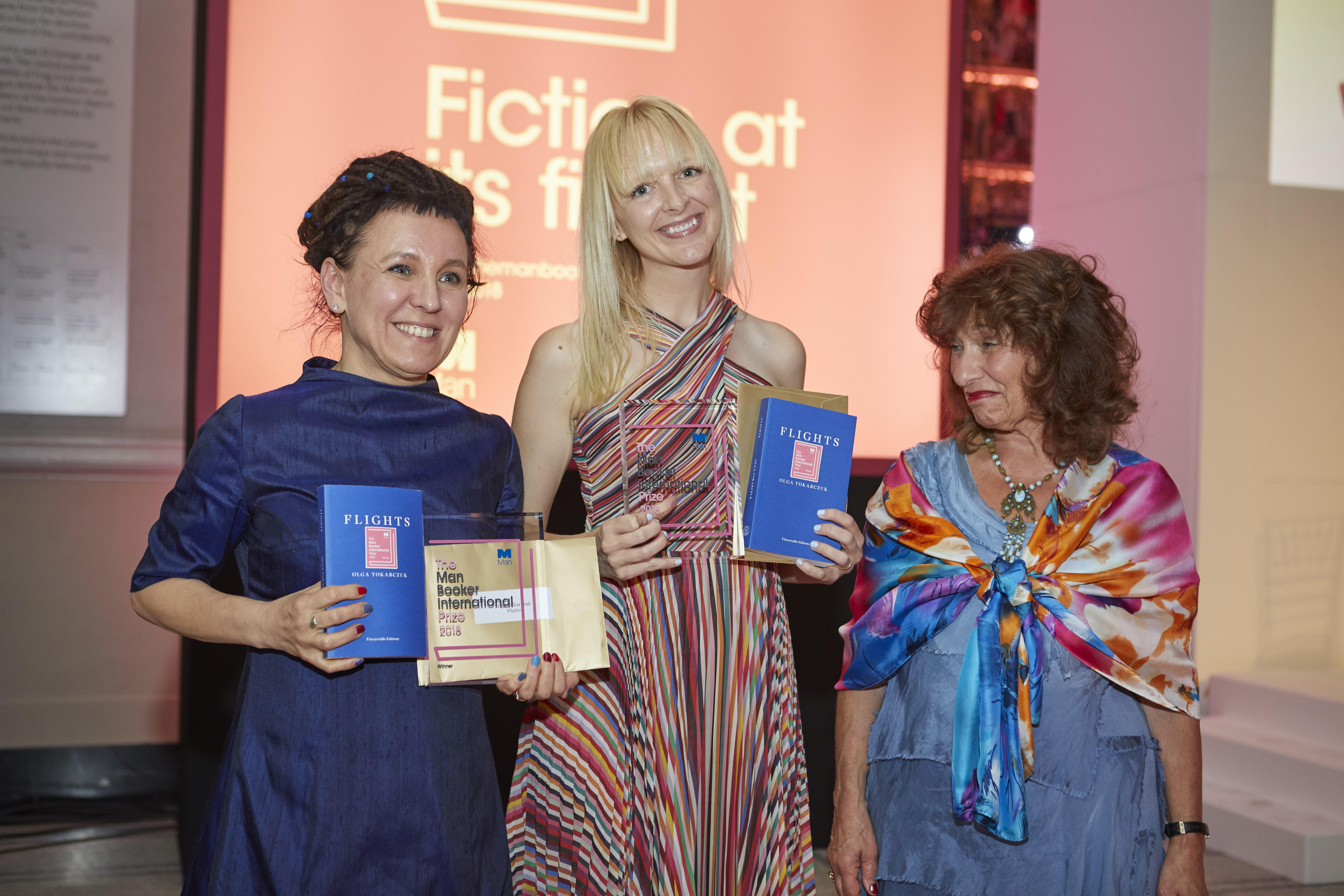
Olga Tokarczuk, Jennifer Croft, Lisa Appignanesi, przew. Nagrody Man Booker (2018)

- 1993 Nagroda Polskiego Towarzystwa Wydawców Książek za Podróż ludzi Księgi
- 1996 Paszport „Polityki” – literatura
- 1997 Nagroda Literacka „Nike” Czytelników za Prawiek i inne czasy
- 1997 Nagroda Fundacji im. Kościelskich
- 1999 Nagroda Literacka „Nike” Czytelników za Dom dzienny, dom nocny[124]
- 1999 Nagroda Literacka im. Władysława Reymonta[125]
- 2001 Nagroda miesięcznika „Zwierciadło” – Kryształowe Zwierciadło[126]
- 2001-2002 Stypendium DAAD https://berlinski-tour.de/pl/mapa/olga-tokarczuk-na-stypendium-artystycznym-daad-w-berlinie-2001-nbsp-nbsp-2002
- 2002 Nagroda Literacka „Nike” Czytelników za książkę Gra na wielu bębenkach[127]
- 2003 Nagroda Kulturalna Śląska Kraju Związkowego Dolnej Saksonii[126][128]
- 2005.12.28 Honorowa Obywatelka Miasta i Gminy Bardo[129].
- 2007 Nagroda miesięcznika Odra za powieść Bieguni i wcześniejsze dzieła[130]
- 2008 Nagroda Literacka „Nike” za powieść Bieguni[131]
- 2008.10.05 Nagroda Literacka „Nike” Czytelników za powieść Bieguni
- 2008 Nagroda im. Samuela B. Lindego, polsko-niemiecka nagroda przyznawana przez władze partnerskich miast: Torunia i Getyngi
- 2009 Honorowa obywatelka Nowej Rudy[132][133]
- 2010 nominowana do Nagrody Literackiej Nike za Prowadź swój pług przez kości umarłych[134]
- 2011 tytuł Ambasadora Polszczyzny w Piśmie[135]
- 2013 Nagroda Vilenica[136], międzynarodowa, przyznawana pisarzom z Europy Środkowej
- 2014 Dolnośląska Nagroda Kulturalna „Silesia” Sejmiku Województwa Dolnośląskiego[137]
- 2015 Nagroda Literacka „Nike” za Księgi Jakubowe[138][139]
- 2015 Nagroda Literacka „Nike” Czytelników za Księgi Jakubowe
- 2015 odsłoniła swoją płytę w oświęcimskiej Alei Pisarzy przy Miejskiej Bibliotece Publicznej[140]
- 2015 Międzynarodowa Nagroda Mostu miast Görlitz i Zgorzelec[141]
- 2015 Doroczna Nagroda Ministra Kultury i Dziedzictwa Narodowego[142]
- 2016.08.25 „Zasłużona dla Miasta Wałbrzycha”, wyróżnienie Rady Miejskiej Wałbrzycha[143][144][145]
- 2017.01.19 Międzynarodowa Nagroda Literacka Samorządu Sztokholmu za Księgi Jakubowe[146]
- 2017.05.27 Gwiazda w Alei Gwiazd Literatury przy Miejskiej Bibliotece Publicznej w Mińsku Mazowieckim[147]
- 2017.09.10 Nagroda IX Kongresu Kobiet, Poznań[148]
- 2018 Nagroda 100-lecia ZAiKS-u[149]
- 2018.04.21 Nagroda Polcul Foundation „za działalność społeczną w dziedzinie kultury na Dolnym Śląsku”[150]
- 2018.05.22 Nagroda The Man Booker International Prize 2018[151] za książkę Bieguni (Flights) Fitzcarraldo Editions, tł. Jennifer Croft
- 2019 Nagroda specjalna i członkostwo honorowe Stowarzyszenia Autorów ZAiKS[149]
- 2019.06.24 Honorowa obywatelka Wrocławia[152]
- 2019.07.08 Nagroda Laure-Bataillon dla najlepszej książki przełożonej na język francuski za Księgi Jakubowe[153]
- 2019.10.10 Nagroda Nobla w dziedzinie literatury za 2018[154][155][2]
- 2019.10.18 Uchwała Senatu RP z okazji przyznania Oldze Tokarczuk literackiej Nagrody Nobla[156]
- 2019.12.20 Uchwała Sejmu RP z okazji otrzymania przez Olgę Tokarczuk Nagrody Nobla[a][157][158][159]
- 2019.12.30 Uchwała Rady Miejskiej Nowej Rudy ustanawiająca rok 2020 Rokiem Olgi Tokarczuk w mieście Nowa Ruda[160]
- 2019 tytuł ambasadorki dobrej woli UNICEF[47]
- 2019.09.29 tytuł Wielkiego Ambasadora Polszczyzny[135]
- 2020.01.14 Paszport „Polityki” – nagroda specjalna Kreator Kultury[161]
- 2020.06.18 Honorowy obywatel miasta stołecznego Warszawy[162]
- 2020.06.19 członkostwo czynne Polskiej Akademii Umiejętności[163]
- 2020.09.20 Nagroda „La storia in un romanzo 2020”[164]
- 2020.09.24 Honorowy Obywatel Dolnego Śląska „Civi Honorario” – tytuł nieprzyjęty[b][165][166][167][168][169]
- 2020.12.16 Doktor honoris causa Uniwersytetu Warszawskiego[170], odebrany 23 lutego 2022[171] (1)
- 2021.07.30 na cześć pisarki zatwierdzono nazwę „Tokarczuk” dla planetoidy, którą odkryto 12 września 2013[172][173].
- 2021.09.22 Doktor honoris causa Uniwersytetu Wrocławskiego[174] odebrany 1 czerwca 2022[175] (2)
- 2021.10.07 Doktor honoris causa Uniwersytetu Jagiellońskiego[176] (3)
- 2021.10.08 Honorowa obywatelka Krakowa[177]
- 2022.11.21 Doktor honoris causa Hong Kong Baptist University[178][179][180] (4)
- 2022.03.10 Nominacja do Nagrody The Man Booker International Prize za książkę Księgi Jakubowe[181] Fitzcarraldo Editions, tł. Jennifer Croft[182]
- 2022.06.10 Doktor honoris causa Uniwersytetu Sofijskiego[183][184] (5)
- 2023.05.18 Doktor honoris causa Uniwersytetu Telawiwskiego[185] (6)
- 2023.09.02 wręczenie nagrody literackiej „Literary Flame” na VII Międzynarodowym Festiwalu Literatury „Ćirilicom” w Budvie[186][187]
- 2024.03.18 Doktor honoris causa Uniwersytetu Gdańskiego[188] (7)
- 2024.09.03 Europese Literatuurprijs za powieść Empuzjon[189]
- 2024.11.25 Doktor honoris causa Uniwersytetu Marie Curie-Skłodowskiej[190] (8)
- 2025.03.25 Doktor honoris causa Sorbony[191]. Tytuł ten czyni ją pierwszą polską pisarką, która otrzymała to zaszczytne wyróżnienie[192] (9)
- 2025.07.02 Nagroda Tähtifantasia(inne języki) (przyznawana przez Helsińskie Stowarzyszenie Miłośników Literatury Science Fiction) dla powieści Anna In w grobowcach świata (w tł. fińskim Anna In maailman hautakammioissa)[193]

## Prace naukowe o twórczości Olgi Tokarczuk
- Ewa Sławek: Prawiek i inne czasy Olgi Tokarczuk w perspektywie lingwistyki kulturowej i ekologicznej. „Fabrica Litterarum Polono-Italica” 2022 nr 1 (4)[194].
- Światy Olgi Tokarczuk, Wydawnictwo Uniwersytetu Rzeszowskiego–Stow. Literacko-Artystyczne „Fraza”, Rzeszów 2013 (współredaktorzy Magdalena Pocałuń-Dydycz, Adam Bienias).
- Katarzyna Kantner: Jak działać za pomocą słów? Proza Olgi Tokarczuk jako dyskurs krytyczny, Universitas, Kraków 2019.